# Jürgen Hermann
Jürgen Hermann (* 16. Juli 1927 in Prenzlau; † 9. April 2018 in Lehnitz) war ein deutscher Dirigent, Musiker und Arrangeur.

## Leben
Der am 16. Juli 1927 in Prenzlau geborene Jürgen Hermann erlernte mit neun Jahren das Klavierspiel. Später lernte er noch Klarinette und Saxofon. In seiner Jugend interessierte er sich für Pferde und Musik. Daraus resultierten seine Berufswünsche Jockey und Musiker.
Während des Zweiten Weltkriegs geriet Hermann in amerikanische Gefangenschaft. Nach Kriegsende arbeitete er bis 1947 bei der US-Armee in Bad Wildungen, München und Augsburg u. a. als Musiker und Dolmetscher. Dort hörte er zum ersten Mal Swing-Musik. Nachdem Hermann 1947 in seine Heimat zurückgekehrt war, machte er 1948 sein Abitur.
Erste Erfahrungen als Arrangeur sammelte Hermann im Orchester des Freien Deutschen Gewerkschaftsbundes Prenzlau. Mit seiner eigenen Band „Goldenen Sieben“ spielte in den Gemeinden um Prenzlau. Von 1949 bis 1954 studierte Hermann Komposition mit dem Schwerpunkt Film- und Unterhaltungsmusik am Berliner Stern’schen Konservatorium. Günther Klein nahm Hermann 1953 für den Verlag „Lied der Zeit“ als Arrangeur unter Vertrag. Hermann wirkte in Berlin als Dozent für Arrangements-Technik an der Deutschen Hochschule für Musik. Er leitete einen Chor und wurde dann Orchesterpianist.
Zunächst komponierte Hermann Kammermusik und ab 1956 Tanzmusik-Melodien. Im gleichen Jahr wurde er Tanzmusikredakteur beim Deutschlandsender. 1957 übernahm er zusätzlich die Aufgabe als Arrangeur und Komponist. Diese Tätigkeit übte er auch für die Orchester von Gerhard Honig, Kurt Henkels, Günter Gollasch und Adalbert Lutter aus. Parallel dazu übernahm er Bearbeitungen für das Blasorchester der NVA und andere kleine Orchester.
Ab 1958 war Hermann unter Adalbert Lutter zweiter Dirigent des Großen Tanzstreichorchesters, dessen Leitung er am 1. Oktober 1961 übernahm. Zeitweise waren in dem Orchester mehr als 50 Musiker aktiv. Besonders wichtig waren ihm die „swingenden Geigen“ und das Heranbilden neuer Kräfte. Mit dem zwischenzeitlich in „Rundfunk-Tanzstreichorchester Berlin“ umbenannten Orchester trat er u. a. bei der Berliner Veranstaltungsreihe „Im Prater kling'n wieder die Geigen“ sowie in Rostock bei „Menschen und Meer“ und Dresden als Festivalorchester auf. Das Orchester wurde für nationale Rundfunk- und Fernsehveranstaltungen, wie z. B. den Abschluss der „Ferienwelle“, „Mit Berlin auf du und du“ und das „Internationalen Fernseh-Tanzturnier“ des Hallenser Studio sowie für Sendereihen wie „Die Goldene Note“ (DDR-Fernsehen), „Alle Neune“ (Stimme der DDR), „Das müsste doch zu machen sein“ (Radio DDR), „Stunde der Melodie“ (Sender ALEX) gebucht. Das Orchester zeichnete auch für die musikalische Gestaltung der festlichen Bälle im Palast der Republik verantwortlich. Internationale Auftritte folgten. 1968 war das gesamte Orchester in der Sowjetunion zu Gast. 1969 kamen Reisen nach Wien und später Lissabon hinzu.
Unter der Leitung von Jürgen Hermann wurden mehr als 5000 Titel produziert. Dazu gehört auch das 1960 entstandene „Chant sans paroles“, das heute als Evergreen gilt. Hermann schrieb auch Ballett-Musik für das Fernsehen. Viele seiner Schallplatten erschienen bei Amiga. 1978 reiste Hermann für drei Wochen nach Vietnam. Um seine Erfahrungen weiterzugeben und Eindrücke zu sammeln, arbeitete er mit dem dortigen Rundfunkorchester.
Hermann leitete das Rundfunk-Tanzstreichorchester Berlin bis zu dessen Auflösung im Jahre 1991. Er starb am 9. April 2018 und wurde am 7. Mai 2018 auf dem Friedhof in Lehnitz beigesetzt.

## Auszeichnungen
Am 12. Januar 1963 erhielt Jürgen Hermann den Kunstpreis der DDR.

## Kompositionen (Auswahl)
| Titel                                        | Interpret                                           | Jahr |
| -------------------------------------------- | --------------------------------------------------- | ---- |
| 100 000 Blumen blüh´n im Mai                 | Columbia-Quartett                                   | 1964 |
| Alle Schätze dieser Erde                     | Klaus Sommer                                        | 1967 |
| Alles spricht von Casanova                   | Steffen Reuter                                      | 1961 |
| Auf der weiten Straße                        | Ina Martell                                         | 1967 |
| Blumen-Mädi                                  | Paul Schröder                                       | 1959 |
| Burleske                                     | RTO Berlin                                          | 1960 |
| Caballeros                                   | Perikles Fotopoulos                                 | 1964 |
| Chant sans paroles                           | Großes Tanzstreichorchester des Deutschlandsenders  | 1960 |
| Das Orchestrion aus Großvaters Zeiten        | Robert Steffan                                      | 1960 |
| Das war der erste Tag mit dir                | Peter Wieland                                       | 1966 |
| Das war schön                                | Ray Adams (Norwegen)                                | 1969 |
| Denk daran                                   | Fanny Daal                                          | 1961 |
| Der Fehler lag bei mir                       | Bärbel Wachholz                                     | 1967 |
| Der Schmied von Oberammergau                 | Sonja Siewert & Ralf Paulsen                        | 1956 |
| Die alte Liebe                               | Rose-Marie Heimerdinger                             | 1965 |
| Die Blonde mit dem roten Wagen               | Günter Geißler                                      | 1964 |
| Die Budapester Mädchen                       | Lutz Jahoda                                         | 1958 |
| Die ganze Stadt macht sich schön             | Monika Hauff                                        | 1968 |
| Die ganze Straße kann nicht schlafen         | Mary Halfkath                                       | 1962 |
| Die jungen Mädchen von heute                 | Monika Grimm                                        | 1960 |
| Die Liebe ist kein Karussell                 | Nicole Felix                                        | 1962 |
| Die Primaballerina meiner Träume             | Günter Geißler                                      | 1963 |
| Die Sonne bringt es an den Tag               | Regina Thoss                                        | 1966 |
| Die Welt wird morgen nicht jünger sein       | Rica Déus                                           | 1972 |
| Die Zeit mit dir                             | Ellen Tiedtke                                       | 1963 |
| Diese Nacht kommt nicht wieder               | Günter Hapke                                        | 1963 |
| Dort drunten im tiefen Tal                   | Julia Axen & Heinz Schultze                         | 1959 |
| Dreizehn braune Mädchen                      | Günter Geißler                                      | 1964 |
| Du bist aus Paris                            | Nicole Felix & Peter Wieland                        | 1962 |
| Du bist der Sonnenschein                     | Paul Schröder                                       | 1955 |
| Du darfst nicht weinen                       | Paul Schröder                                       | 1965 |
| Du glaubst mir nicht                         | Monika Hauff                                        | 1967 |
| Ein schöner Tag                              | Regina Thoss                                        | 1965 |
| Ein verliebter Gondoliere                    | Günter Geißler                                      | 1963 |
| Eine Serenade für zwei Herzen                | Julia Axen                                          | 1961 |
| Einmal kommt der Mann                        | Rec Demont                                          | 1968 |
| El Paso                                      | Orchester Adalbert Lutter                           | 1956 |
| Elisabeth                                    | Hauff & Henkler                                     | 1975 |
| Er war kein schöner Mann                     | Ellen Tiedtke                                       | 1963 |
| Fang meine Träume ein                        | Ina Martell                                         | 1969 |
| Fortuna küsst nur italienisch                | Rica Déus                                           |      |
| Fremdes Mädchen, schönes Mädchen             | Ingo Graf                                           | 1967 |
| Frühlingsfest auf Kuba,                      | Rica Déus                                           | 1962 |
| Für uns´re großen Träume                     | Günter Geißler                                      | 1964 |
| Glaub´ an unsre Liebe                        | Bärbel Wachholz                                     | 1962 |
| Ich glaube, diese Nacht vergess´ ich nie     | Gabriele Kluge                                      | 1969 |
| Ich hör´ das Lied der Matrosen im Hafen      | Rose-Marie Heimerdinger                             | 1965 |
| Ich kann lieben, wen ich will                | Mary Halfkath                                       | 1962 |
| Ich liebe dieses Land                        | Klaus Sommer                                        | 1967 |
| Ich sitz in der Mausefalle                   | Günter Geißler                                      | 1964 |
| Ich steh wieder mal am Meer in Warnemünde    | Vera Schneidenbach                                  | 1970 |
| Ich tanze                                    | Gisela May, Chris Doerk, Frank Schöbel, Thomas Lück | 1972 |
| Immer wieder geh´n die Schiffe auf die Reise | Nina Urbano (Polen)                                 | 1969 |
| In der Liebe gibt es keine Garantie          | Rolf Hurdelhey                                      | 1962 |
| In Märchen aus uralten Zeiten                | Peter Wieland                                       | 1962 |
| Lauter schöne Worte                          | Günter Geißler                                      | 1962 |
| Let me love you (englisch)                   | Peter Wieland & Aubry Kirby                         | 1962 |
| Mademoiselle                                 | Günter Geißler                                      | 1963 |
| Melanie                                      | RTO Berlin                                          |      |
| Mit dir könnte ich glücklich werden          | Peter Wieland                                       | 1963 |
| Nachts sieht alles ganz anders aus           | Günter Hapke                                        | 1963 |
| Nimm deine Blumen und geh´                   | Bärbel Wachholz                                     | 1957 |
| Nur von Amore lasst uns heute singen         | Günter Geißler                                      | 1962 |
| Oh, Lago Maggiore                            | Rica Déus                                           | 1962 |
| Oh, Mademoiselle Ninon                       | Peter Wieland                                       | 1959 |
| Rot ist der Mohn                             | Hemmann-Quintett & Columbia-Quartett                | 1963 |
| Sag …                                        | Gerti Möller                                        | 1967 |
| So wird es immer wieder sein                 | Rose-Marie Heimerdinger                             | 1962 |
| Solveig                                      | RTO Berlin                                          |      |
| Tag für Tag                                  | Lilian Askeland                                     | 1969 |
| Talent muss man haben                        | Ping-Pongs & Hemmann-Quintett (Amigos)              | 1960 |
| Tausend Träume werden wahr                   | Günter Geißler                                      | 1962 |
| Träum was Schönes                            | Rec Demont                                          | 1969 |
| Unsere schönste Zeit                         | Orchester Günter Oppenheimer                        | 1963 |
| Unsre große Liebe                            | Erhard Juza                                         | 1961 |
| Valse Isabelle                               | Großes Tanzstreichorchester des Deutschlandsenders  | 1959 |
| Was willst du denn in Rio                    | Günter Geißler                                      | 1962 |
| Weißt du, was Liebe ist                      | Bärbel Wachholz                                     | 1962 |
| Wenn die Liebe spricht                       | Judita Cerovska                                     | 1965 |
| Wenn im Herbst wilde Schwäne zieh´n          | Fred Frohberg                                       | 1963 |
| Wenn in den Fjorden der Sommerwind spielt    | Rica Déus                                           | 1972 |
| Wo ich geh´ und steh´                        | Günter Hapke                                        | 1963 |
| Zwei Augen                                   | Kirsti Sparboe                                      | 1968 |